# Arroyo de las Víboras (Arroyo de Avestruz Chico)
Der Arroyo de las Víboras ist ein Fluss in Uruguay.
Der Arroyo de las Víboras verläuft auf dem Gebiet des Departamentos Treinta y Tres und gleicht mehr einer sumpfigen Tallandschaft als einem Fluss. Er mündet in den Arroyo de Avestruz Chico.